# Saint-Ovin
Saint-Ovin is een gemeente in het Franse departement Manche (regio Normandië) en telt 718 inwoners (2005). De plaats maakt deel uit van het arrondissement Avranches.

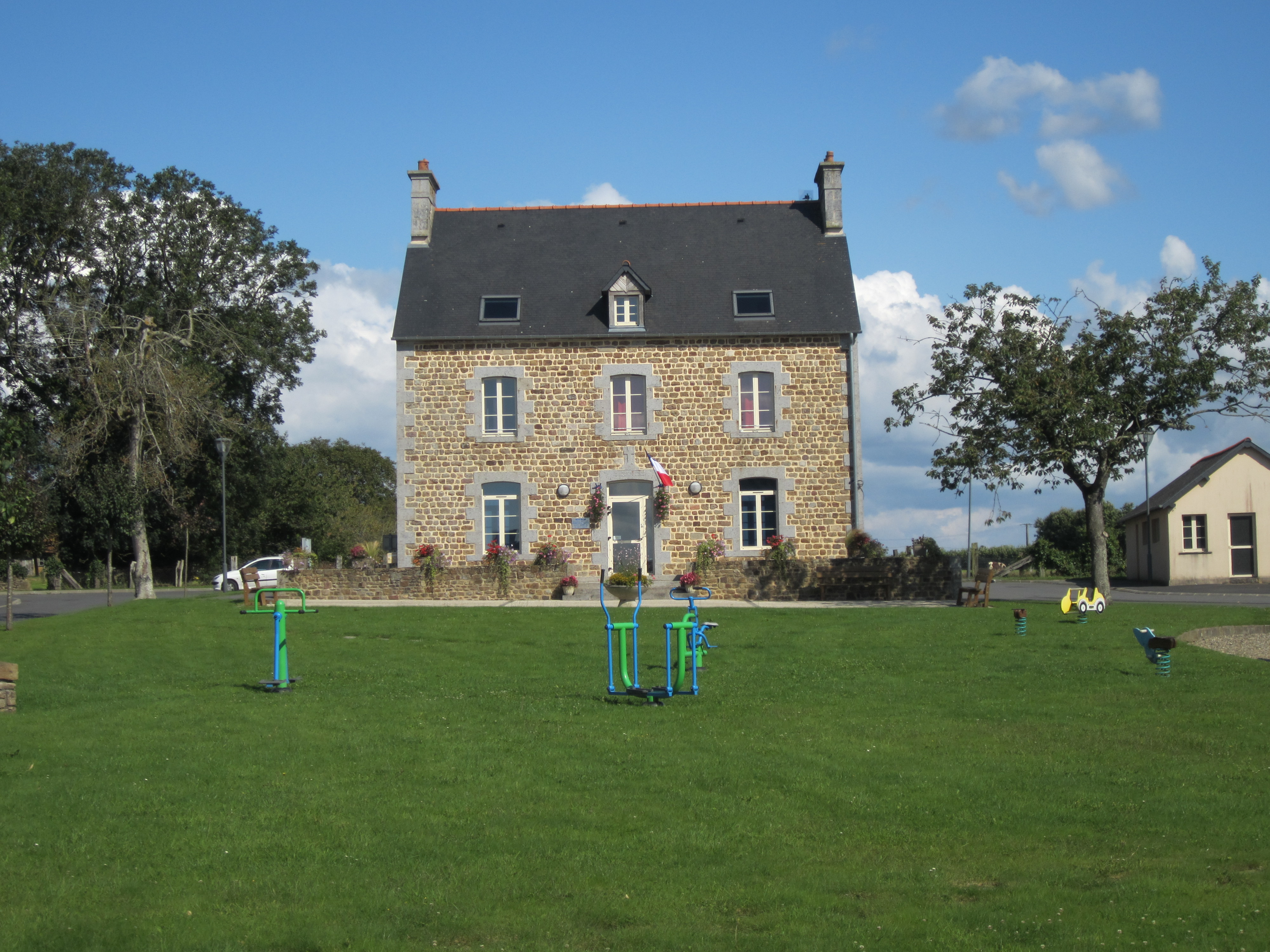
Gemeentehuis
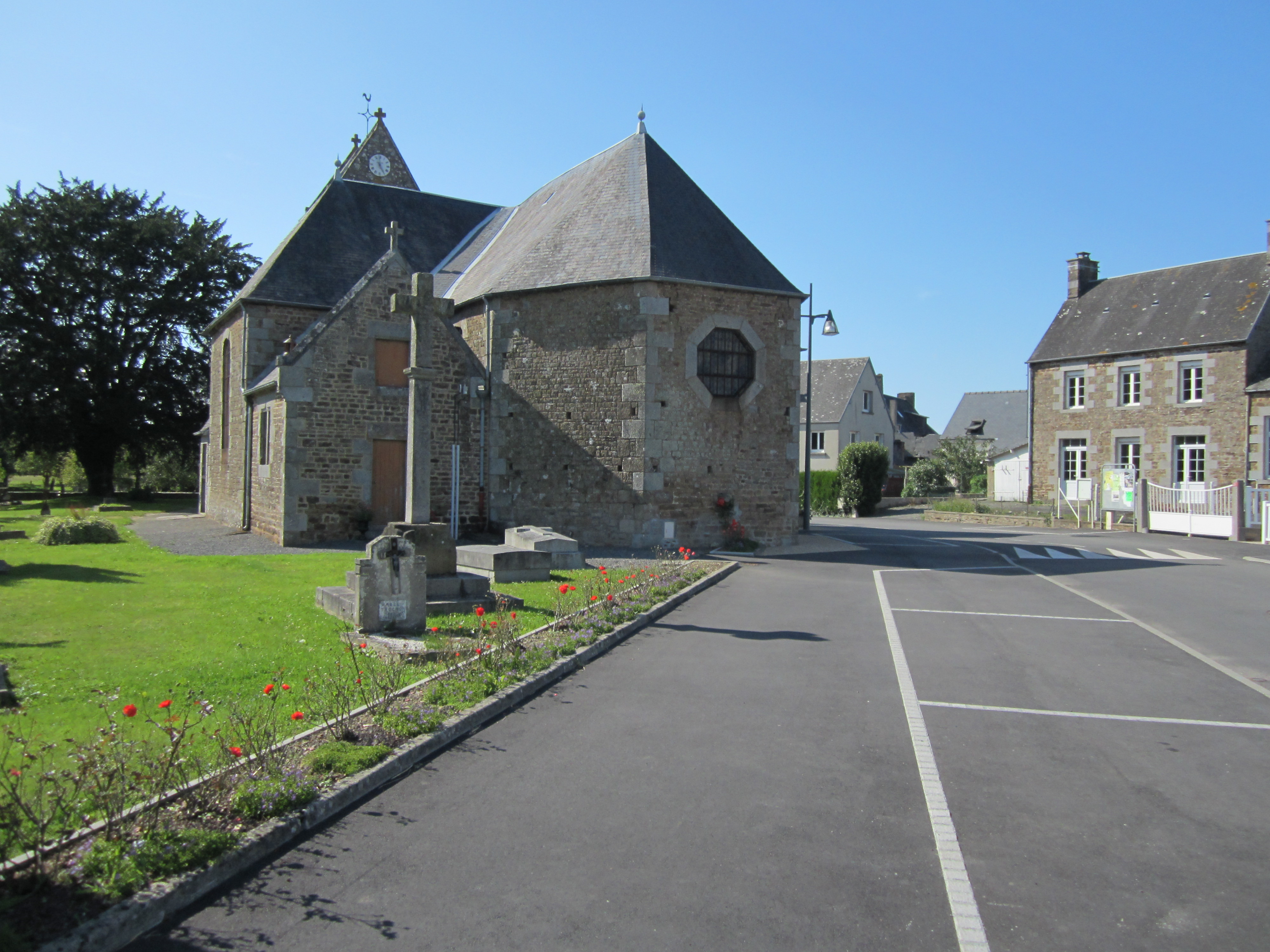
Saint-Ovin

## Geografie
De oppervlakte van Saint-Ovin bedraagt 12,9 km², de bevolkingsdichtheid is 55,7 inwoners per km².
De onderstaande kaart toont de ligging van Saint-Ovin met de belangrijkste infrastructuur en aangrenzende gemeenten.

## Demografie
Onderstaande figuur toont het verloop van het inwonertal (bron: INSEE-tellingen).

1. ↑  Populations de référence 2022.